# سیاره سرخ (فیلم)
سیاره سرخ (به انگلیسی: Red Planet) فیلمی محصول سال ۲۰۰۰ و به کارگردانی آنتونی هافمن است. در این فیلم بازیگرانی همچون وال کیلمر، کری-ان ماس، تام سایزمور، بنجامین برت، سایمون بیکر، ترنس استامپ، نیل راس ایفای نقش کرده‌اند.